# Żgħażagħ Azzjoni Kattolika
Żgħażagħ Azzjoni Kattolika (ŻAK) (Deutsch: „Junge Katholische Aktion“) ist ein maltesischer Verband und Teil der Katholischen Aktion in Malta. ŻAK ist Mitglied im Dachverband internationaler Jugendverbände „Fimcap“.

## Status und Organisation
Da der römisch-katholische Glauben in Malta die vorherrschende Glaubensrichtung ist, spielt auch ŻAK als Jugendzweig der Katholischen Aktion in Malta eine zentrale Rolle in der maltesischen Jugendarbeit. ŻAK ist eine der wichtigsten Jugendverbände in Malta. Die Partnerschaft im Bereich Jugend zwischen dem Europarat und der Europäischen Kommission listet ŻAK zusammen mit dem Maltesischen Jugendring, den maltesischen Pfadfindern und den maltesischen Pfadfinderinnen als einen der größten und wichtigsten Jugendverbände in Malta und als Nichtregierungsorganisation, die praktisches Wissen über die Bedürfnisse und Erwartungen junger Menschen haben, auf. ŻAK ist eine von nur 38 ausgewählten Nichtregierungsorganisationen, die Anspruch auf eine Förderung durch den „Malta Community Chest Fund“ haben. 2005 gewann ŻAK den „National Youth Awareness Prize“.

## Beschreibung und Aktivitäten
ŻAK ist eine Zweigorganisation der Katholischen Aktion in Malta. Das Ziel von ŻAK ist es, Programme für die spirituelle, soziale und persönliche Entwicklung junger Menschen anzubieten. Die Strukturen von ŻAK sollen jungen Gruppenleiterinnen und -leitern helfen, verschiedene Jugendarbeitsaktivitäten (z. B. Sommerlager) und Treffen in Ortsgruppen zu organisieren.